# Santa María la Ribera

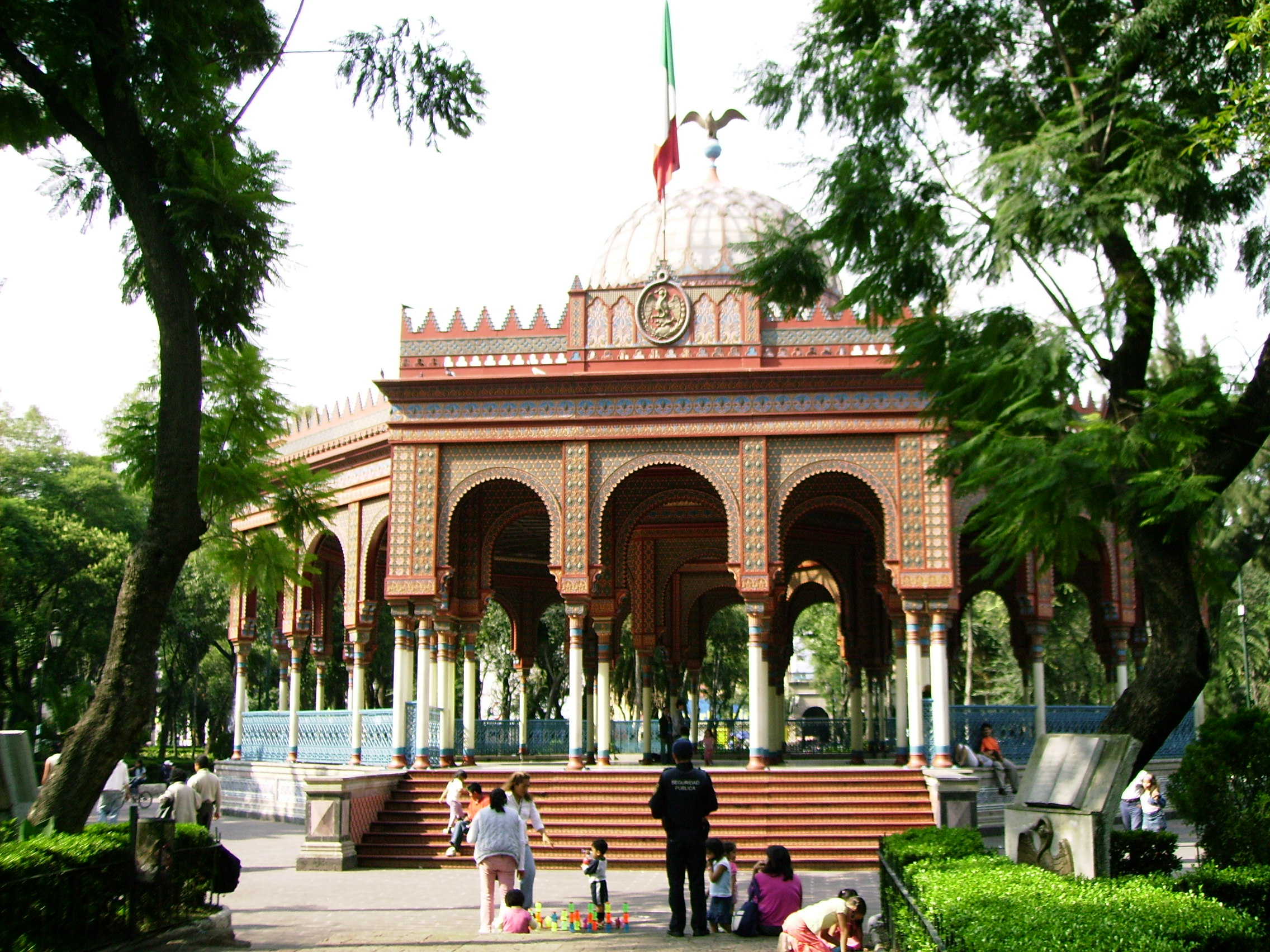
Het Alameda park van Santa Maria la Ribera met de moorse kiosk

Santa María la Ribera is een wijk in de gemeente Cuauhtémoc van Mexico-Stad.
Santa María la Ribera wordt wel de oudste moderne wijk van Mexico-Stad genoemd. De bouw is begonnen in 1861, op de plaats van een haciënda met dezelfde naam. De wijk wordt traditioneel bewoond door kleine ondernemers, intellectuelen en kunstenaars. Bekende personen die in Santa María de la Ribera hebben gewoond zijn zanger José Alfredo Jiménez, toneelschrijver Arturo Azuela, politicus Tomás Garrido Canabal, schrijver Fernando del Paso en José de León Toral, de moordenaar van Álvaro Obregón.